# 호키미조구치역
호키미조구치역(일본어: 伯耆溝口駅)은 일본 돗토리현 사이하쿠군 호키정에 위치한 서일본 여객철도 하쿠비 선의 철도역이다. 상대식 승강장 2면 2선의 구조를 갖춘 지상역이다.

## 타는 곳
| 1 (반대 측) | ■ 하쿠비 선 | 상행 | 니미 · 오카야마 방면 |
| 2 (역사 측) | ■ 하쿠비 선 | 하행 | 요나고 방면          |

## 역 주변
- 호키 정청 미조구치 분청
- 돗토리 은행 · 산인합동은행 · 요나고 신용금고
- 국도 제181호선

## 역사
- 1919년 8월 10일 : 하쿠비 키타선이 개업했던 때의 남쪽의 종착역으로서 개업.
- 1922년 3월 25일 : 하쿠비 키타선이 에비 역까지 연신 개업, 도중역으로 한다.
- 1928년 10월 25일 : 하쿠비 키타선이 하쿠비 선의 일부로 되어, 이 역도 그 소속으로 한다.
- 1987년 4월 1일 : 일본국유철도 분할 민영화에 의해, 서일본 여객철도가 승계.

## 인접 역
| 서일본 여객철도 하쿠비 선 | 서일본 여객철도 하쿠비 선 | 서일본 여객철도 하쿠비 선 |
| ------------------------- | ------------------------- | ------------------------- |
| 에비 오카야마 방면        | ■ 하쿠비 선               | 기시모토 호키다이센 방면  |